# همه مکان‌های روشن (فیلم)
همه مکان‌های روشن (به انگلیسی: All the Bright Places) یا جایی که عاشق شدیم(در ایران شناخته می شود) یک فیلم آمریکایی در ژانر رمانتیک به کارگردانی برت هیلی است. از بازیگران این فیلم می‌توان به ال فانینگ و جاستیس اسمیث اشاره کرد. داستان این فیلم برگرفته از رمان همه مکان‌های روشن نوشته جنیفر نیون می‌باشد. یک دختر(وایولت مارکی) و پسر(تئودور فینچ) آمریکایی که همکلاسی هم هستند از بحران  های هویتی دوران نوجوانی رنج می برند، تئودور به دلیل شخصیت و رفتارهای عجیب و غریبش به عنوان پسری خل و چل، دیوانه و عجیب در بین عموم شناخته می شود؛ وایولت هم دختری به شدت درونگرا و کم حرف است و البته چون ماه ها قبل خواهرش اِلِنور مارکی را در یک تصادف رانندگی از دست داده است همواره غمگین و سر به زیر است.  تئودور که توسط وایولت، فینچ(نام خانوادگی اش) صدا زده می شود به او وابسته شده و سپس بعد از مدتی عاشق یکدیگر می شوند. آنها به مکان های طبیعی گوناگونی با وَنِ تئودور سفر می کنند پس از مدتی کم کم به اختلافات و  فواصلی با هم می رسند. وایولت از اینکه تئودور پاسخ تلفن همراهش را نمی دهد و از او دوری می کند، عصبانی می شود. در فیلم ذکر نشده حتی تئودور به یک جلسه دورهمی روانشناسی می رود اما در حقیقت او به اختلال دوقطبی و اختلال شخصیت مبتلا است.  معلم جغرافیای آنها یک پروژه بازدید از چند مکان در ایالت ایندیانای آمریکا را به کلاس می دهد و تئودور و وایولت در یک تیم تحقیقاتی قرار می گیرند.آنها به دریاچه کوچکی در عمق ایندیانا می روند و دلبسته آن مکان می شوند فینچ از آن دریاچه چیزهای زیادی می داند و به وایولت توضیح می دهد سپس با وجود سردی آب دریاچه با هم شنا کنند. در نهایت تئودور فینچ در مدرسه با رومر(Romer) دوست پسر سابق وایولت دعوا می کند بعد از این اتفاقات و دلسردی ها و غمگینی هایی که تئودور طی چند روز تجربه می کند خود را به همان دریاچه می رساند و اقدام به خودکشی می کند!! در انتها وایولت پروژه درسی اش را به آموزه هایی که از تئودور فینچ فرا گرفته بود اختصاص می دهد.  این فیلم در تاریخ ۲۸ فوریه ۲۰۲۰ توسط نت‌فلیکس منتشر شد.

## داستان
این فیلم داستان وایولت و تئودور را روایت می‌کند. آن‌ها پس از ملاقات با هم، زندگی یکدیگر را تا ابد تغییر می‌دهند. آن‌ها با زخم‌های احساسی و جسمی گذشته‌شان دست و پنجه نرم می‌کنند و متوجه می‌شوند که حتی بی‌ارزش‌ترین مکان‌ها و کوچک‌ترین لحظات می‌توانند معنی خاصی پیدا کنند.

## بازیگران
- ال فانینگ
- جاستیس اسمیث
- الکساندرا شیپ
- کیگان-مایکل کی
- لوک ویلسون